# Christian Terhoeven

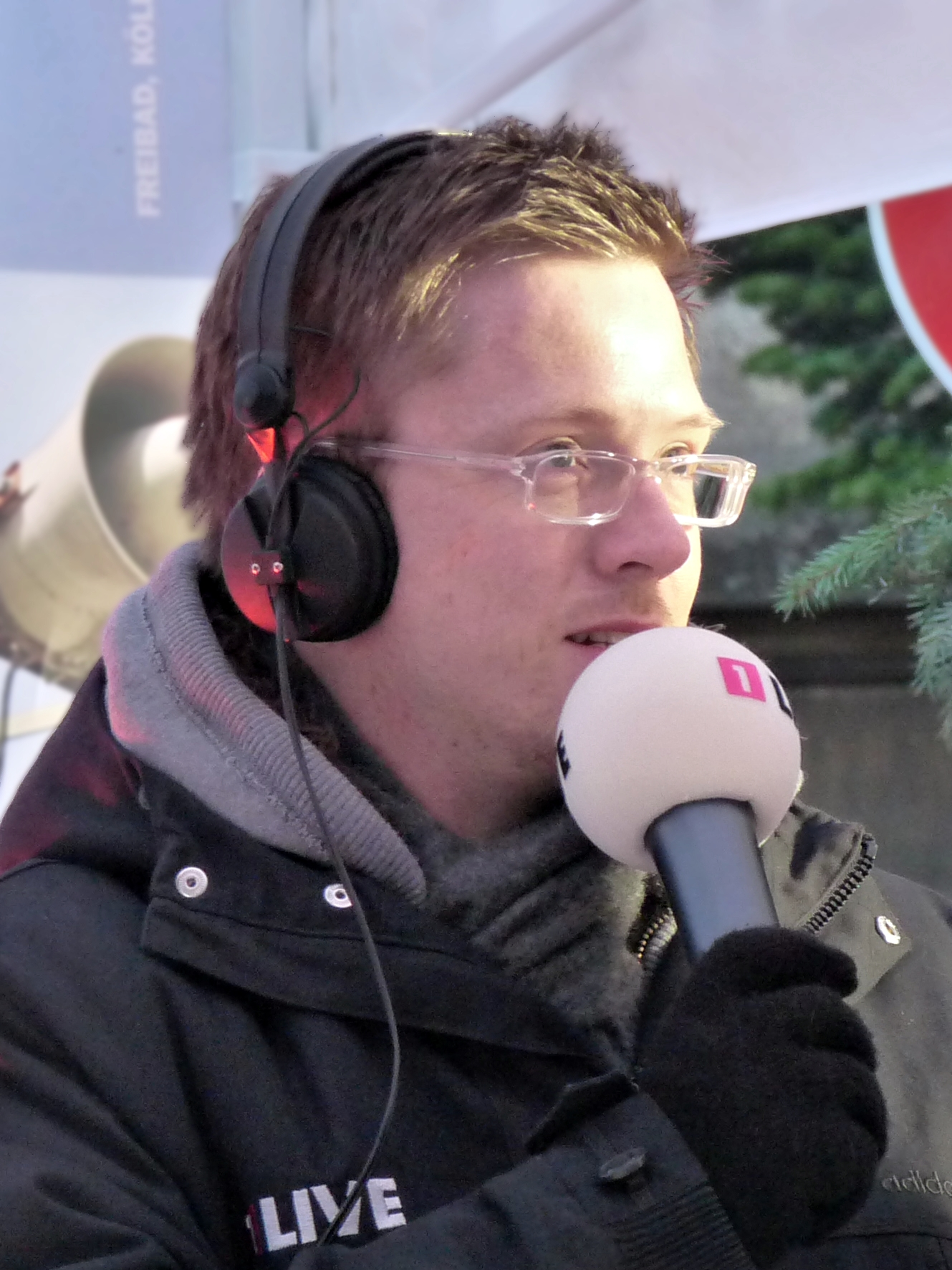
Christian Terhoeven (2011)

Christian Terhoeven (* 12. Mai 1977 in Recklinghausen) ist ein deutscher Hörfunkmoderator.

## Leben
Terhoeven begann 1996 als Moderator beim NRW Lokalradio. Von 1998 bis 2003 arbeitete er als Hauptfrühmoderator und als Chef vom Dienst bei Radio FiV in Recklinghausen. 1998 gewann er den LfR-Hörfunkpreis in der Kategorie „Comedy/Unterhaltung“. 2000 bis 2001 absolvierte Christian Terhoeven zudem sein Volontariat bei Radio FiV in Recklinghausen.
2003 wechselte Terhoeven zu RTL Radio in Luxemburg. 2004 begann er beim WDR in Köln, wo er die ersten drei Jahre als Redakteur der Frühsendung arbeitete. Nachdem Terhoeven zunächst bei 1 Live eine Radiosendung alleine moderiert hatte, war er ab 2007 bis Dezember 2015 von Montag bis Freitag in Doppelmoderation mit seinem Kollegen Michael Dietz zu hören. Die Rheinische Post bezeichnete sie als „eines der bekanntesten und beliebtesten Duos im deutschen Radio“.
Zudem moderierten beide in dieser Zeit die Sendung am Samstag Vormittag auf 1Live. Ab Januar 2016 war Terhoeven weiterhin als Moderator verschiedener Sendungen bei 1Live tätig. Vom 11. Juli 2016 bis zum 20. März 2020 moderierte Terhoeven die Frühsendung Mein Morgen auf WDR 4 zusammen mit Ute Schneider. Später wechselte er in die Nachmittagsmoderation bei WDR 4.
Für die ARD-Serie Lindenstraße moderierte Terhoeven am 2. September 2018 sowohl die Sonderfolge 1685 Die Ruhe nach dem Sturm live im Ersten, als auch das Rahmenprogramm im großen Sendesaal des WDR.
Christian Terhoeven ist verheiratet und lebt seit Januar 2021 bei Bad Münstereifel.